# Julian Cayo-Evans
Julian Cayo-Evans   (Silian, 22 d'abril de 1937 - 28 de març de 1995), va ser un activista polític gal·lès i durant un temps líder de l'organització paramilitar Exèrcit Lliure de Gal·les.

## Biografia
Nascut a 'Glandenys', Silian, prop de la ciutat de Lampeter, on també va morir, Cayo-Evans es va educar a l'internat Millfield School al poble d'Street al comtat de Somerset, Anglaterra. El seu pare, John Cayo Evans, va ser professor de matemàtiques al St David's College de Lampeter (més tard rebatejada Universitat de Gal·les, Lampeter) i durant els anys 1941-42 fou High Sheriff of Cardiganshire. El 1955, va ser reclutat per al servei militar, servint en el regiment South Wales Borderers va lluitant contra les guerrilles comunistes a la Malàisia britànica durant la coneguda com a guerra d'alliberament nacional antibritànica. Al seu retorn, va assistir a la Royal Agricultural University de Cirencester, i després d'un període com a administrador colonial a l'Índia Britànica va tornar a Lampeter per criar cavalls de pelatge palomino i de raça appaloosa a la seva granja.

## Activisme polític
Més conegut com a líder de l'Exèrcit Lliure de Gal·les, sembla que Cayo-Evans es va radicalitzar a principis dels anys 60, especialment durant la construcció de l'embassament Llyn Celyn que va anegar la comunitat rural de Capel Celyn. Va estar actiu dins l'Exèrcit Lliure de Gal·les durant la dècada de 1960 i juntament amb altres dos membres, Dennis Coslett i Gethyn Ap Iestyn (també conegut com Gethin ap Gruffydd), va ser jutjat per conspiració per provocar explosions i altres delictes contra l'ordre públic el 1969. Van ser condemnats a quinze mesos de presó.
El 2005, el diari Western Mail va publicar informació procedent dels Arxius Nacionals del Regne Unit, afirmant que Cayo-Evans tenia una "edat mental de 12 anys", i que Coslett, el seu segon al comandament, estava "desequilibrat".

## Cultura popular
L'any 2000, la cervesera Tomos Watkin va canviar el nom del pub de l'hotel Apollo de Cardiff per "The Cayo Arms". I el març de 2008, Anhrefn Records va publicar una gravació de Cayo-Evans tocant l'acordió i parlant entre cançons, principalment presentant-les. L'àlbum es titula Marching songs of the Free Wales Army.